# Jaco
Jaco – wysepka należąca do Timoru Wschodniego, wchodząca w skład Małych Wysp Sundajskich, której powierzchnia wynosi około 8 km².